# الدوري النرويجي الممتاز 1996
الدوري النرويجي الممتاز 1996 (بالنرويجية: Tippeligaen 1996)‏ هو الموسم 52 من  الدوري النرويجي الممتاز. أقيم خلال الفترة 13 أبريل 1996 وحتى 20 أكتوبر 1996، وكان عدد الأندية المشاركة فيه  14، وفاز فيه نادي روسنبورغ.